# غلة بردار (بيش كوه زلاغي)
غلة بردار (بالفارسية: گله بردر) هي قرية تقع في إيران في قسم بیش کوه زلاغي الریفي. يقدر عدد سكانها بـ 30 نسمة .